# Montand d'hier et d'aujourd'hui
 (février 2022).
Albums de Yves Montand
Montand de mon temps
(1974) Olympia 81
(1981)
Montand d'hier et d'aujourd'hui est un album d'Yves Montand sorti en 1980.
Il a été deux fois disque d'or. Un show télévisé réalisé par Jean-Christophe Averty est inspiré de cet album.

## Les titres
| No  | Titre                          | Auteur                             | Durée |
| --- | ------------------------------ | ---------------------------------- | ----- |
| 1.  | Malgré moi                     | Jacques Prévert                    |       |
| 2.  | L'addition                     | Jean-Loup Dabadie / Michel Legrand |       |
| 3.  | Le temps                       | Louis Aragon / Philippe Gérard     |       |
| 4.  | Hollywood                      | David Mc Neil                      |       |
| 5.  | Les bijoux                     | Charles Baudelaire / Léo Ferré     |       |
| 6.  | Casse-têtes                    | Gébé / Philippe Gérard             |       |
| 7.  | Ellington quarante et one      | Jean Constantin                    |       |
| 8.  | I'm beginning to see the light | Duke Ellington / Henry James       |       |
| 9.  | Dansons la rose                | Eddy Marnay / Haydn Wood (en)      |       |
| 10. | Rencontres                     | Gérard Bourgadier / Bob Castella   |       |
| 11. | Intermède (poème)              | Jacques Prévert                    |       |
| 12. | L'enfant ébloui                | Jean Dréjac / Jean Constantin      |       |
| 13. | Les berceaux                   | Sully Prudhomme / Gabriel Fauré    |       |
| 14. | Le mégot                       | Klyma                              |       |

## Musiciens
- Arrangements : Jean-Marie Mute
- Direction d'orchestre : Hubert Rostaing
- Pianos : Maurice Vander et Bob Castella
- Piano, piano électrique : Jean-Pierre Sabar-Guigon
- Guitare : Claude Pavy
- Guitares basses : Antoine Bonfils et Michel Peyratout
- Batterie : Jean-Marie Hauser
- Bongo : Jean Schultheis
- Harmonica : Jacques Milteau
- Banjo : Jean-Yves Lozach
- Ondes Martenot : Tristan Murail
- Trompette : Pierre Dutour
- Bandonéon, accordéon : Marcel Azzola
- Bandonéon : Joss Baselli
- Percussion : Jean-Paul Batalley et Emmanuel Roche